# 遊戲節目
遊戲節目是一種以遊戲為主題的電視或廣播節目。常以個人或團體為單位進行，為求節目效果精彩，亦常帶有競賽性質。

## 獎品
通過所有關卡或者一定階段關卡的參賽者，將獲得一些獎品，如現金、一趟旅行、和贊助商提供的商品與服務。

## 另見
- 真人實境秀

## 外部連結
- 中的“Game Shows”
- 10 Things Game Shows won't tell you [永久]
- Icebreaker Games, Activities, Questions and Ideas （页面存档备份，存于）